# Menja't els rics (eslògan)

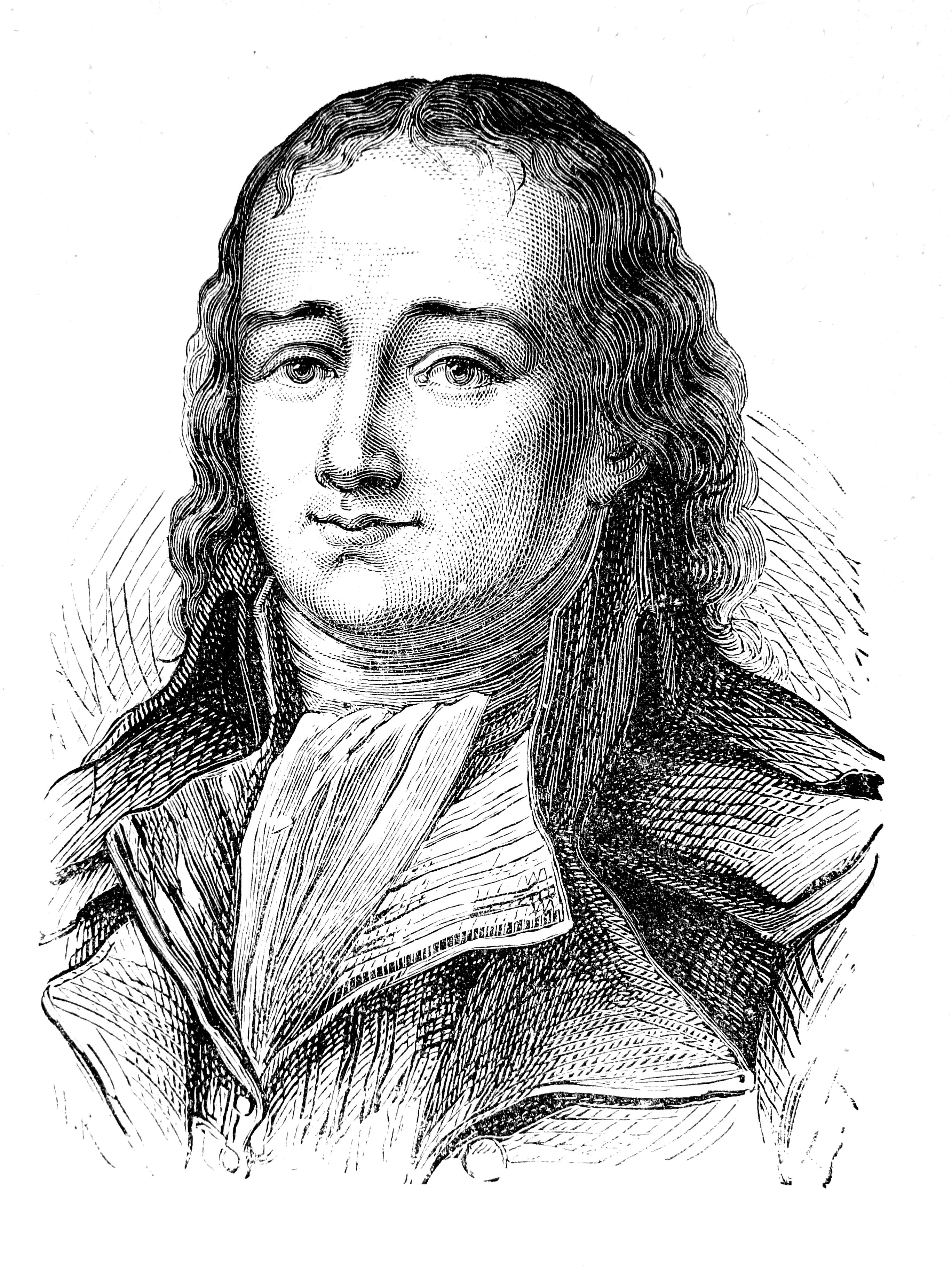
Pierre Gaspard Chaumette, que va afirmar que l’origen de la frase era Jean-Jacques Rousseau

Menja't els rics és una abreviatura d’una dita atribuïda a Jean-Jacques Rousseau. S’utilitza en cercles radicals i anticapitalistes, guanyant més força a inicis del segle XXI en resposta a l’augment de la desigualtat d’ingressos.
Segons l'historiador Adolphe Thiers, el president de la comuna de París, Pierre Gaspard Chaumette, va fer un discurs a la ciutat el 14 d'octubre de 1793 (durant el Regnat del Terror), en què va dir:
| «                                                                  | (francès) Rousseau était peuple aussi, et il disait: Quand le peuple n'aura plus rien à manger, il mangera le riche. | (català) Rousseau estant de visita a un poble digué: "Quan la gent no tingui res més per menjar, es menjarà els rics". | » |
| — Volum 4 d'"Histoire de la Révolution Française" d'Adolphe Thiers | | |   |

| «                                                                 | (anglès) Rousseau, who was also one of the people, said: When the people shall have no more to eat, they will eat the rich! | (català) Rousseau estant de visita a un poble digué: "Quan la gent no tingui res més per menjar, es menjarà els rics". | » |
| — Història de la Revolució francesa. de M. A. Thiers (1797-1877). | | |   |

El mateix Rousseau havia mort el 1778.